# 山梨県道621号須玉中田線
山梨県道621号須玉中田線（やまなしけんどう621ごう すたまなかだせん）は、山梨県北杜市須玉町若神子から韮崎市中田町小田川まで至る一般県道である。

## 概要
北杜市役所須玉総合支所付近から須玉川に沿って川下へ向かい、須玉橋より須玉川を渡る。その後道を折れて塩川沿いに川を下る。中央自動車道の高架下を潜り、桐ノ木大橋を渡って国道141号に接続する。

### 路線データ
- 起点：山梨県北杜市須玉町若神子（若神子上交差点＝山梨県道28号北杜八ヶ岳公園線起点、山梨県道601号増富若神子線終点、山梨県道619号箕輪須玉線起点）
- 終点：山梨県韮崎市中田町小田川（桐の木橋交差点＝国道141号交点、山梨県道603号穴山停車場線起点）
- 延長：約3.5km

## 通過する自治体
- 山梨県
  - 北杜市 - 韮崎市

## 交差・接続する道路
- 山梨県道28号北杜八ヶ岳公園線（北杜市須玉町・若神子上交差点）
- 山梨県道601号増富若神子線（同上）
- 山梨県道619号箕輪須玉線（同上）
- 山梨県道611号日野春停車場線（北杜市須玉町・若神子下交差点）
- 山梨県道604号小倉百観音線（北杜市須玉町・百観音交差点）
- 国道141号（韮崎市中田町・桐の木橋交差点）
- 山梨県道603号穴山停車場線（同上）

## 周辺
- 北杜市役所 須玉総合支所
- 須玉郵便局
- 北杜市立須玉保育園
- 北杜市須玉総合体育館
- 北杜市立塩川病院
- 穂足郵便局
- 北杜市役所